# Parepilysta striatipennis
Parepilysta striatipennis är en skalbaggsart som beskrevs av Stephan von Breuning 1949. Parepilysta striatipennis ingår i släktet Parepilysta och familjen långhorningar.
Artens utbredningsområde är Myanmar. Inga underarter finns listade i Catalogue of Life.